# الفوج 1077 المضاد للطائرات
الفوج 1077 المضاد للطائرات (بالروسية: 1077-й зенитный артиллерийский полк)‏ 1077-y zenitnyy artilleriyskiy polk في عهد العقيد راينين، كانت وحدة في منطقة ستالينغراد التابعة لقوات الدفاع الجوي السوفياتي التي قاتلت خلال معركة ستالينغراد في عام 1942. كانت منطقة فيلق ستالينجراد جزءًا من منطقة ستالينجراد العسكرية، وخضعت لاحقًا لجبهة ستالينجراد أثناء المعركة في المدينة. كان الفوج، مثله مثل العديد من الوحدات المضادة للطائرات، مكونًا بالكامل تقريبًا من المتطوعات المراهقات، بالكاد تخرجوا من المدرسة الثانوية. يشتهر معظمهم بشجاعتهم في الدفاع عن ستالينجراد (فولجوجراد الآن)، عندما اشتبكوا مع وحدة بانزر المتقدمة بتوجيه مدافعهم وإطلاق النار مباشرة على الدبابات المتقدمة.

## الدفاع عن ستالينغراد
في 23 أغسطس 1942، شن الجيش الألماني السادس هجومه على ستالينغراد. بعد القصف المكثف الذي حول جزءًا كبيرًا من المدينة إلى جحيم، تقدمت فرقة بانزر 16 دون مقاومة حتى وصلت إلى مطار جومراك، 15 على بعد كم شمال غرب المدينة، حيث تعرضت الدبابات لإطلاق نار من مدافع مضادة للطائرات.
سجلت شعبة بانزر السادسة عشرة أنه «حتى وقت الظهيرة، كان علينا أن نناضل» بالرصاص «ضد 37 موقعًا مضادًا للطائرات تحرسها نساء محاربات عنيدات، حتى تم تدميرها جميعًا».

 يذكر التاريخ الرسمي السوفيتي للحرب أيضًا هذا الإجراء: 
 اشتبكت القوات المضادة للطائرات لأول مرة مع بانزر في 23 أغسطس على المشارف الشمالية للمدينة. كان الهجوم الذي شنه العدو غير متوقعًا، وبالتالي لم تكن هناك وحدات مضادة في وضع يمكنها من مساعدة بطاريات الكتيبة 1077 المضادة للطائرات في دفاعهم ضد التركز القوي للدبابات الألمانية والمشاة الآلية. تحت قيادة العقيد WS German، ولمدة يومين خاض الفوج وحده وصد هجمات مدافع رشاشة ألمانية. خلال القتال، قام الفوج بتدمير أو إتلاف 83 دبابة و15 مركبة أخرى تحمل المشاة، ودمر أو فرق أكثر من ثلاث كتائب من مشاة الاعتداء، وأسقط 14 طائرة. 